# 1980年モスクワオリンピックのベネズエラ選手団
1980年モスクワオリンピックのベネズエラ選手団（1980ねんモスクワオリンピックのベネズエラせんしゅだん）は、1980年にモスクワで開催されたオリンピックのベネズエラ選手団。

## メダル

### 銀
- ベルナルド・ピニャンゴ — ボクシング男子バンタム級